# 28664 Maryellenfay
28664 Maryellenfay è un asteroide della fascia principale. Scoperto nel 2000, presenta un'orbita caratterizzata da un semiasse maggiore pari a 2,2148230 UA e da un'eccentricità di 0,1404392, inclinata di 2,24288° rispetto all'eclittica.